# Lech Kubiak (dyplomata)
Lech Zbigniew Kubiak (ur. 14 maja 1950 w Chorzowie, zm. 30 marca 2019 w Warszawie) – polski dyplomata i urzędnik służby cywilnej; ambasador RP w Urugwaju (2003–2008).

## Życiorys
Lech Kubiak w 1973 uzyskał tytuł magistra ekonomii handlu zagranicznego na Wydziale Międzynarodowych Stosunków Gospodarczych Moskiewskiego Państwowego Instytutu Stosunków Międzynarodowych. Przebywał na specjalistycznych stażach zagranicznych, w tym w Akademii Dyplomatycznej w Madrycie. We wrześniu tego samego roku rozpoczął pracę w Ministerstwie Spraw Zagranicznych. Przebywał na placówkach m.in. w Brukseli, dwukrotnie w Hadze. W latach 1995–2000 pełnił funkcję zastępcy kierownika placówki ambasady RP w Rzymie. W latach 2000–2003 pełnił m.in. funkcję pełniącego obowiązki przewodniczącego delegacji RP na konferencję w sprawie najbiedniejszych państw świata, która odbyła się w 2001 w Brukseli. Był sekretarzem delegacji RP na międzynarodową konferencję w sprawie finansowania rozwoju w Monterrey w marcu 2002. Był koordynatorem przygotowań i członkiem międzyresortowej delegacji Polski na szczyt zrównoważonego rozwoju w Johannesburgu w 2002. Od 20 listopada 2003 do 31 lipca 2008 był ambasadorem RP w Urugwaju. Kadencję zakończył wraz z zamknięciem placówki.
Posługiwał się językami: angielskim, francuskim, niderlandzkim, hiszpańskim, włoskim i rosyjskim. Był żonaty, miał syna i córkę.
Został pochowany na Cmentarzu w Pyrach.